# 古今和歌集仮名序
『古今和歌集仮名序』（こきんわかしゅう かなじょ、旧字体：'假名序'）は、『古今和歌集』に添えられた2篇の序文のうち、仮名で書かれているものの方の名称。通常は単に『仮名序』（かなじょ）という。執筆者は紀貫之。初めて本格的に和歌を論じた歌論として知られ、歌学のさきがけとして位置づけられている。
もう一方の序文は紀淑望が漢文で著した『真名序』（まなじょ、旧字体：眞名序）。

## 構成
『仮名序』は、冒頭で和歌の本質とは何かを解き明かした後、和歌の成り立ちについて述べ、次いで和歌を6分類し、各分類について説明する。そして和歌のあるべき姿を論じ、その理想像として2人の歌聖（柿本人麻呂と山部赤人）を挙げ、次に新世代の高名な6人の歌人（六歌仙）を挙げる。最後に『古今集』の撰集過程について触れた後、和歌の将来像を述べて終わる。

## 冒頭文
（原文はほぼ平仮名でかかれ句読点はない。ここでは読みやすく漢字仮名混じり文にしている。）
やまとうたは、人の心を種として、万の言の葉とぞなれりける　世の中にある人、ことわざ繁きものなれば、心に思ふ事を、見るもの聞くものにつけて、言ひ出せるなり　花に鳴く鶯、水に住む蛙の声を聞けば、生きとし生けるもの、いづれか歌をよまざりける　力をも入れずして天地を動かし、目に見えぬ鬼神をもあはれと思はせ、男女のなかをもやはらげ、猛き武士の心をも慰むるは、歌なり・・・